# Бажины
Бажины — упразднённая деревня в Арбажском районе Кировской области России.

## География
Деревня находится в юго-западной части Кировской области, в зоне хвойно-широколиственных лесов, к югу от реки Шембети, на расстоянии приблизительно 21 километра (по прямой) к северо-западу от посёлка городского типа Арбаж, административного центра района.

### Климат
Климат характеризуется как умеренно континентальный, с умеренно холодной снежной зимой и тёплым летом. Среднегодовая температура — 2 °C. Абсолютный минимум температуры воздуха самого холодного месяца (января) составляет −47 °C; абсолютный максимум самого тёплого месяца (июля) — 40 °C. Годовое количество атмосферных осадков — 527 мм, из которых 354 мм выпадает в период с апреля по октябрь.

## История
В «Списке населенных мест Вятской губернии по сведениям 1859—1873 годов» населённый пункт упомянут как казённая деревня Бажинская Котельничского уезда, расположенная при речке Шембети, в 66 верстах от уездного города. В деревне насчитывалось 22 двора и проживало 189 человек (85 мужчин и 104 женщины).
В 1905 году в Бажинской, относившейся к Бажинскому обществу Пишнурской волости, имелось 47 дворов и проживало 325 человек (148 мужчин и 177 женщин). Население относилось к приходу храма Михаила Архистратига села Верхотулье.
По данным переписи 1926 года имелось 72 крестьянских хозяйства и проживало 434 человека (201 мужчина и 233 женщины). В административном отношении входила в состав Бажинского сельсовета Чистопольской волости Котельнического уезда.
По состоянию на 1 января 1950 года населённый пункт являлся частью Бажинского сельсовета Арбажского района. Числилось 37 хозяйств и проживало 122 человека. Упразднена 12 февраля 1973 года.